# Convento di San Francesco Grande (Padova)
Il convento di San Francesco Grande o più semplicemente convento di San Francesco è un complesso religioso che si affaccia su via San Francesco a Padova. Titolato a San Francesco d'Assisi, sorse a partire dal 1414 per il volere di Baldo de' Bonafarii e Sibilla de Cetto, insieme all'omonima chiesa e all'Ospedale di San Francesco Grande, al fine di ospitare una comunità di Frati Minori.
I frati hanno occupato il convento fino al 1810 e dal 1914 al 2020. Oggi parte del complesso ospita, insieme all'antistante Palazzo Marcello, un collegio universitario avviato dai frati nel 1979 in continuità con il ruolo di importante studium che il convento ha svolto nel corso dei secoli.

## Storia
Il 29 dicembre 1414 Baldo Bonafari e sua moglie Sibilla da Cetto dichiaravano, di fronte al vescovo di Padova Pietro Marcello e ad altri testimoni, di voler destinare parte dei loro beni alla costruzione di una chiesa, un convento, ed un ospedale a contrà Santa Margherita, da destinare ai Frati Minori Osservanti. Il Bonafari si riservava di eleggere il rettore dell'ospedale, diritto che dopo la sua morte sarebbe passato al Collegio dei Giuristi dell'Università degli Studi di Padova. La prima pietra fu posata il 25 ottobre 1416 dall'Arciprete della Cattedrale, Bartolomeo degli Astorelli. Dopo la morte del Bonafari l'opera fu portata a compimento dalla moglie Sibilla che nel testamento del novembre 1421 chiedeva di essere sepolta nella nuova chiesa, probabilmente quasi ultimata.   
Contestualmente ad un esteso rinnovamento della chiesa, il convento venne ampliato ad inizio cinquecento. Grazie a generose donazioni ricevute, in particolare da Caterina Malgarise, e con l'approvazione dei rappresentanti cittadini e della Scuola della Carità, ad inizio cinquecento furono acquistati nuovi terreni. Nel 1504, i frati incaricarono il capomastro Biagio Bigolo, già noto per la realizzazione della loggia del Consiglio in piazza dei Signori, di costruire un nuovo chiostro che comprendesse un nuovo dormitorio e altre strutture necessarie alla vita del convento, utilizzando archi e volte a crociera sin dalle fondamenta. Dopo sette anni dall'assunzione, nel 1511 Biagio Bigolo rinunciò all'incarico, e i frati, tra cui frate Francesco da Piove e frate Paolo da Padova, entrambi esperti nell'arte della costruzione, presero il comando del cantiere. Per le fasi più complesse, fu coinvolto il capomastro Martin da Voltolina, già attivo nel vicino cantiere della chiesa. Sembra che quando la nuova chiesa fu consacrata il 24 ottobre 1523, il nuovo chiostro fosse anch'esso in gran parte completato. 
Molto presto dopo la sua fondazione, il convento diventò un importante centro educativo per i Frati Osservanti. Nel 1423 e 1443 fu visitato da Bernardino da Siena e, negli anni successivi, da figure come Giovanni da Capestrano, Roberto Caracciolo e Giovanni Marchesini. In occasione delle loro visite, i maestri offrivano un ciclo di sermoni che venivano poi trascritti e conservati nella biblioteca del convento. Nel 1470 il convento venne eretto formalmente a studium della provincia Veneta, diventando presto uno dei più influenti d'Italia. Esso era dotato di lettori ed offriva preparazione ed integrazione allo studio universitario, oltre che operare come scuola teologica dell'ordine. In quanto studium, anche nei secoli successivi, il convento attrasse a sé moltissimi studenti: alcuni erano frati, arrivati a Padova per studiare nella scuola teologica o all'Università, altri erano studenti laici come Antonio Pagani, studente di diritto che solo dopo gli studi sceglierà di indossare l'abito francescano. Contestualmente al loro ruolo di offrire assistenza spirituale a coloro che si trovavano nell'Ospedale di San Francesco Grande, i frati erano coinvolti anche nel supporto agli studenti di medicina che ivi risiedevano e svolgevano alcune lezioni. All'inizio del seicento, il convento venne reso la sede dell'archivio della provincia Veneta degli Osservanti e, nel 1634, venne eretto a studium generale dell'ordine. In virtù di ciò, i suoi lettori cominciarono ad essere selezionati in occasione dei capitoli generali e fu permesso al convento, anche se la cosa avveniva già in precedenza, di accogliere studenti di ogni provenienza. È all'interno di questo contesto che va collocata la presenza a San Francesco Grande, nel corso dello stesso secolo, di figure come il professore di filosofia morale dell'università Padre Francisco Macedo (1596 - 1681) ed il professore di metafisica Padre Antonio Maria Bianchi (1630 - 1694). In virtù delle stesse ragioni va compresa anche la presenza nel convento, a metà settecento, di Padre Michelangelo Carmeli. Carmeli fu professore di greco e lingue orientali all’università e uno dei più importanti intellettuali, traduttori e letterati presenti a Padova all'epoca. A lui si deve la costruzione della nuova biblioteca del convento, oggi conosciuta come Sala Carmeli, pensata per ospitare lezioni oltre che per dare una nuova casa aperta al pubblico ai libri della comunità francescana. 
A causa delle soppressioni napoleoniche la comunità dei Frati Osservanti lasciò il convento nell'aprile 1810. Usata per qualche anno come magazzino militare, nel 1827 gli austriaci affidarono il chiostro di Sant'Antonio al clero secolare insieme alla chiesa, che divenne parrocchiale. Il resto delle strutture fu affidato all'Università per trasferirvi la facoltà di Veterninaria dalla sua precedente collocazione nell'ex convento delle maddalene. Nel 1871 tale parte del convento venne ceduta al Comune di Padova, che vi aprì una scuola magistrale, oggi Liceo "Duca d'Aosta". Nel 1914 i Frati Minori ripresero possesso del chiostro di Sant'Antonio e la cura della parrocchia. Nel 1979, riprendendo l'attività accademica e di supporto allo studio universitario che il convento aveva svolto fino alla sua soppressione, i frati hanno avviato nel chiostro di Sant'Antonio e nell'antistante Palazzo Marcello, occupato fino agli anni '60 dalle Suore Francescane di Cristo Re e oggi intitolato al frate e scultore Claudio Granzotto, un collegio universitario. Nonostante nel settembre 2020 i frati abbiano rinunciato al complesso riconsegnando la chiesa alla cura del clero secolare, il collegio rimane attivo ed è oggi diretto e gestito da laici.

## Descrizione

### Portico
Un lungo portico parallelo alla via, composto da trentasette arcate con decorazioni in cotto, collega il convento, la chiesa e l'ospedale. Il sottoportico, interamente voltato a crociera, presentava in origine una ricca decorazione con le storie di San Francesco dipinte in "verdeterra" (una sorta di grisaglia), realizzate da Francesco Squarcione tra il 1452 e il 1466. Già nella metà del Settecento, a causa del deterioramento, i frati tennero un capitolo per decidere se coprire le pitture con il bianco. Attualmente, nel completo stato di degrado, si possono scorgere solo poche figure. Nel maggio del 2014 è iniziato il restauro di questa preziosa decorazione pittorica. 

### Chiesa

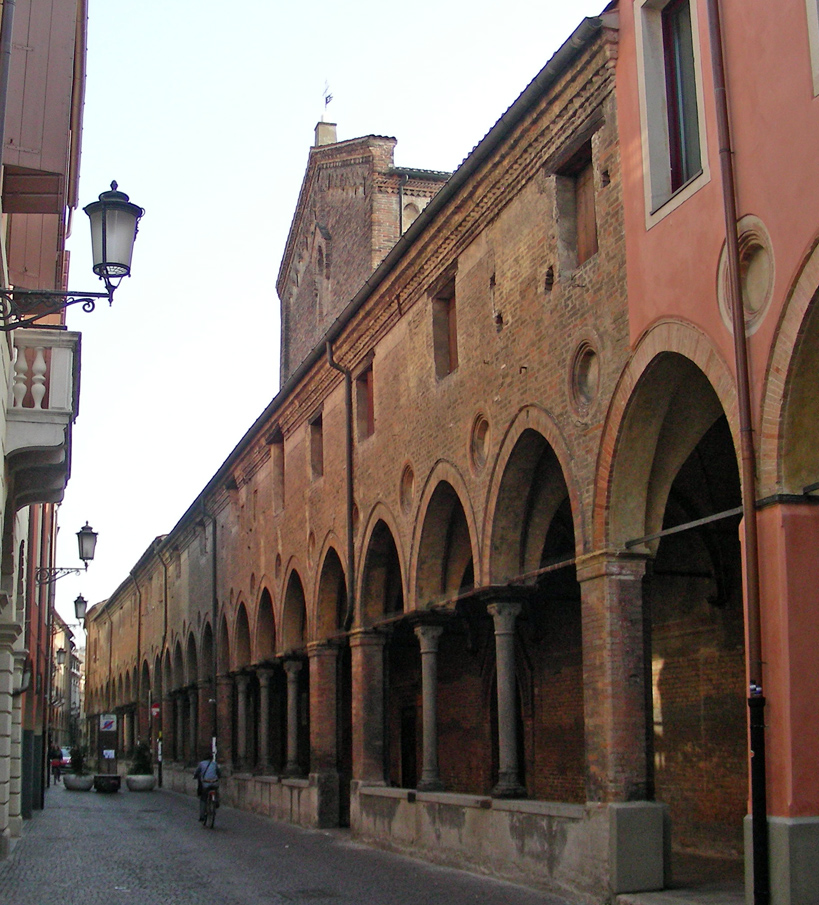
Il portico e parte della facciata della chiesa

La chiesa, in stile gotico, presenta una facciata orientata a levante. Questa è decorata da un rosone che si apre sul portico attraverso tre portali d'accesso. Le fiancate, risalenti al Quattrocento, mostrano archetti pensili, rosoni e monofore. Il campanile, costruito nel XV secolo ed anch'esso gotico, ospita una cella con cinque campane.
L'interno della chiesa è luminoso, con volte a crociera decorate da affreschi. Si distingue una Via Crucis settecentesca e la controfacciata accoglie un dipinto di Paolo Veronese. Le cappelle laterali contengono diverse opere d'arte, tra cui una pala di Luca da Reggio e affreschi tardogotici. Di particolare pregio è la cappella di Santa Maria della Carità, affrescata da Girolamo Tessari, che narra storie della Vergine e allegorie. Ricchi di opere d'arte sono anche i transetti ed il presbiterio. Il transetto sinistro accoglie l'altare della Salute, con un'immagine di Jacopo Palma il Giovane, mentre il transetto destro presenta l'altare del Santissimo Sacramento di Giuseppe Sardi. Il presbiterio ospita un altare maggiore di Mattia Carneri e un fregio cinquecentesco dei protomartiri francescani.
All'interno della chiesa si trovano anche un fonte battesimale, un ciclo di tele raffiguranti i miracoli di San Francesco e diversi organi di pregio. Fra questi, un'opera di Bernardo d'Alemagna e Giovan Battista Antegnati, un organo Pugina-Roverato del 1929 e un organo positivo di Nicola De Feo del 1838.

### Convento
Il convento è articolato in tre distinti chiostri, il chiostro di Sant'Antonio, il chiostro di San Francesco, ed il chiostro triangolare su cui si affaccia la Biblioteca settecentesca intitolata a Michelangelo Carmeli.

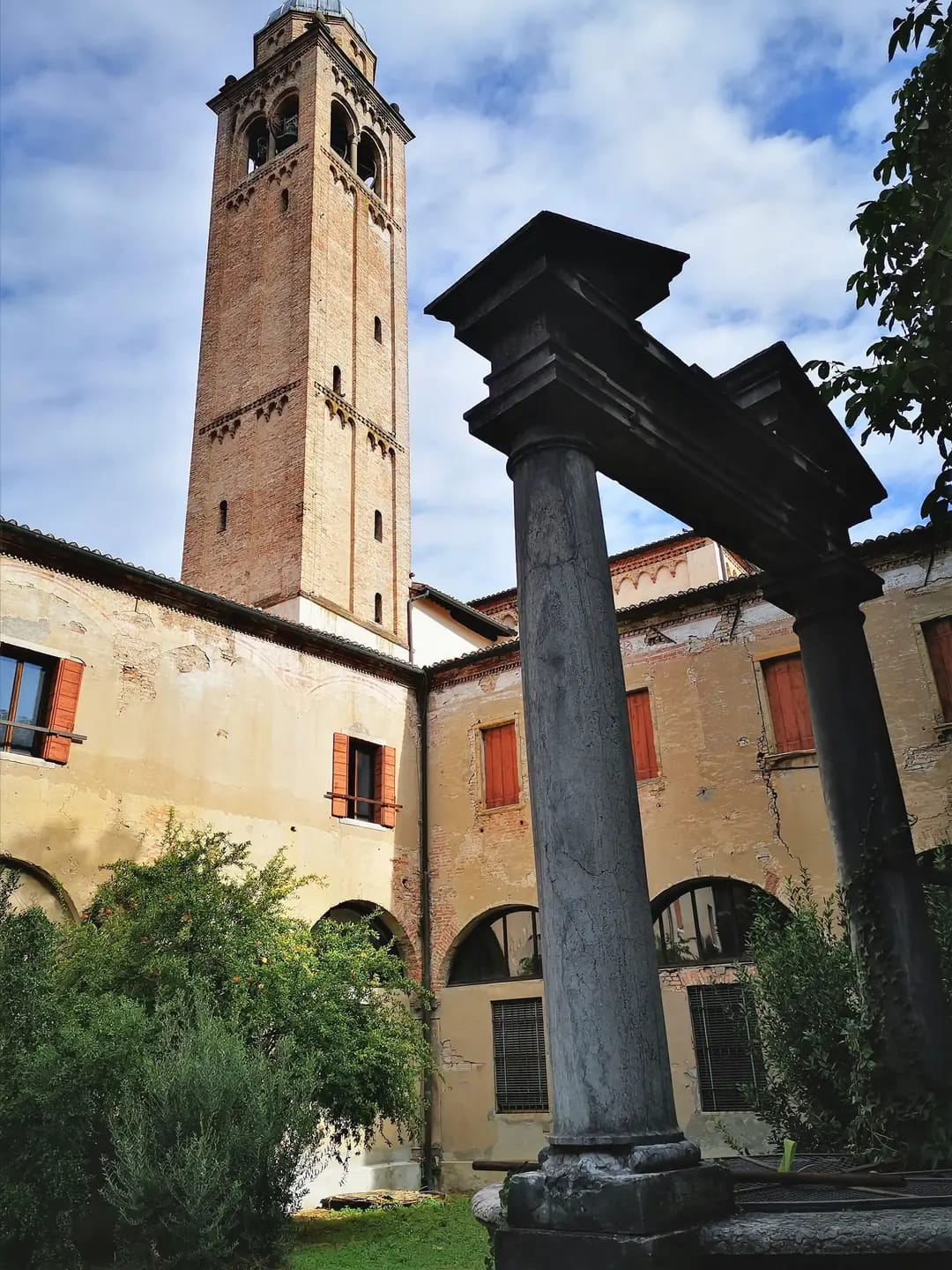
Il Chiostro di San Francesco

#### Chiostro di Sant'Antonio
Dall'antisacrestia della chiesa, o da una porta che si apre sul porticato esterno, si accede al chiostro di Sant'Antonio. Di impianto tardogotico, ha lunette dipinte a fresco con storie di Sant'Antonio, opere probabilmente di Bernardino Muttoni e Bernardo Muttoni, restaurate tra il 2006 e il 2007. La porta barocca d'ingresso al chiostro che si apre sul portico lungo la via è l'antico accesso al convento. È datata al marzo 1722 e conserva ancora il ricchi battenti originali. Oltre che da alcuni uffici parrocchiali, oggi il chiostro è occupato da parte del collegio universitario aperto dai frati nel 1979.

#### Chiostro di San Francesco
Il secondo chiostro, che si innalza accanto al coro della chiesa, fu costruito a seguito dell'ampliamento cinquecentesco del convento ed è decorato da affreschi seicenteschi realizzati da Alvise Picaglia che narrano la vita di San Francesco. Al centro del chiostro si trova un pozzo. Attorno ad esso al pian terreno vi erano spazi come la sala del capitolo, il parlatorio, il refettorio e la cucina, oltre che spazi destinati a magazzino e cantina. Al primo piano, un tempo caratterizzato da un loggiato, si trovavano invece le celle dei frati ed i relativi servizi. Su entrambi i piani dell'edificio si trovavano anche numerosi locali destinati allo studio. Il chiostro è oggi occupato in larga parte dalla scuola media "Giovanni Pascoli".

#### Biblioteca di San Francesco Grande "Sala Carmeli" e il chiostro triangolare

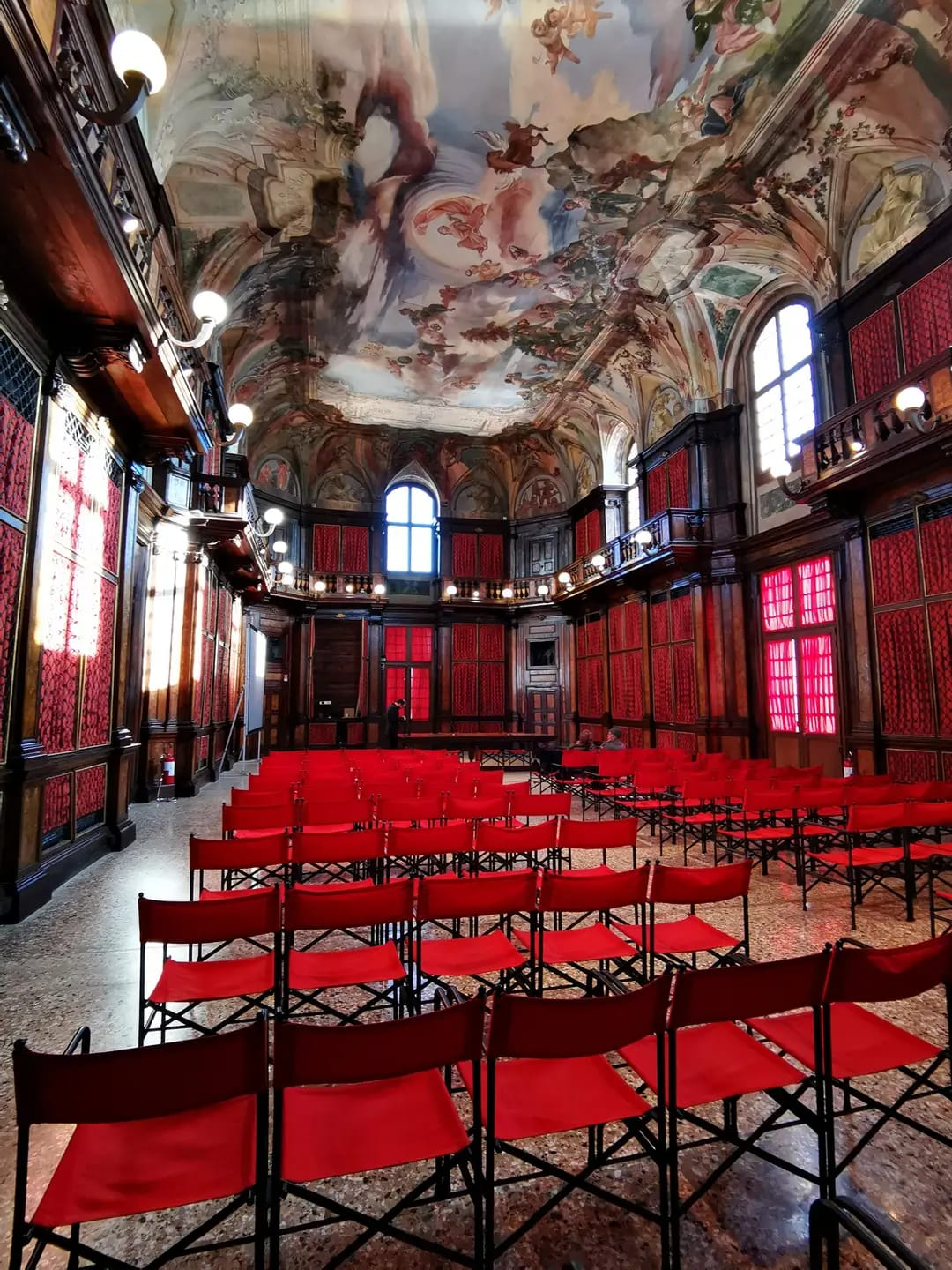
Una veduta della Biblioteca

La splendida costruzione fu voluta dal filologo e teologo Padre Michelangelo Carmeli per ospitare degnamente l'ingente collezione libraria dei Minori: 15000 libri tra cui 450 manoscritti. Compiuta sullo stile delle grandi biblioteche barocche da Andrea Camarata tra il 1753 ed il 1761, si inserì nell'ala a ponente del convento. Al piano terra si trova la cappella (dove fu rinvenuto morto in preghiera fra Carmeli nel 1766) decorata da Alipio Melani. La Biblioteca è dotata anche di un broletto con fontana, spazio meditativo voluto dal frate. Nel mezzanino si trovava l'appartamento del bibliotecario e gli spazi per gli studiosi. La grande sala a pianta rettangolare al piano superiore è invece la biblioteca vera e propria, decorata ad affresco da Giuseppe Le Gru. Gli affreschi ritraggono scene mitologiche, ma anche decorazioni raffiguranti le Scienze e le Arti e ritratti dei filosofi greci Socrate, Platone e dell'oratore Demostene. All'ingresso della sala si incontra una esortazione in greco antico che dichiara Η ΡΙΘΙ Η ΑΡΙΘΙ, frase che si può tradurre come: “Bevi alla fonte della conoscenza o vattene!”. Lungo il perimetro della sala sono collocati i pregevoli scaffali barocchi in ebano e radica, opere dei frati Andrea da Volta Mantovana, Bernardo da Brescia e Antonio da Sambruson. La biblioteca venne depredata durante l'occupazione napoleonica. Il patrimonio fu smembrato, in parte finì a Parigi, altro confluì nella raccolta universitaria. Molto finì all'asta. 
La Biblioteca è collegata al resto del convento attraverso un chiostro triangolare, di minore pregio artistico rispetto ai chiostri di San Francesco e Sant'Antonio. Dal 1871 i suoi edifici fanno parte del Liceo "Duca d'Aosta", il quale fino al 1995 occupò anche la Biblioteca Carmeli come aula magna. In quell'anno, la Biblioteca fu colpita da un fulmine che provocò un furioso incendio. Ripristinata nel 2011, è gestita dal Comune di Padova e utilizzata a scopi culturali.